# Eleição presidencial da França em 1873
A eleição presidencial francesa de 1873 ocorreu em Paris em 24 de maio de 1873. O objetivo era eleger o sucessor de Adolphe Thiers, que havia renunciado à presidência da República no mesmo dia. O marechal Patrice de Mac Mahon foi eleito pela Assembleia Nacional para sucedê-lo.

## Debate sobre o método de nomeação
As leis de 31 de agosto de 1871 e 13 de março de 1873 nada diziam sobre a vacância do cargo, mesmo em caráter provisório, do poder executivo, a questão então foi levada a Assembleia Nacional para decidir o processo de nomear um novo Presidente da República .
Por iniciativa dos monarquistas e de alguns bonapartistas, foi apresentada uma proposta convocando a Assembleia a votar para a presidência. O deputado de esquerda Émile Lenoël interveio para declarar que os deputados não podiam votar em um nome sem violar as regras da Assembleia e que, portanto, era necessário aprovar um projeto de lei como quando Thiers fora nomeado em 1871 pelo Reunião da Assembleia Nacional em Bordéus. O legitimista Audren de Kerdrel contestou esta análise: não seria está uma lei, mas uma "eleição" e não a criação de um novo diretório.
O Presidente da Assembleia, Louis Buffet, preferiu tratar a questão como uma simples "nomeação".

## Resultados
Mac Mahon foi eleito graças à maioria monarquista que emergiu das eleições legislativas de 1871 após a guerra Franco-Prussiana. Seu único adversário foi o ex-presidente da Câmara dos Deputados Jules Grévy, que obteve apenas um voto. Tendo os deputados de esquerda (380 votos) optado pela abstenção por rejeição aos dois candidatos, Mac Mahon foi eleito num único turno por esmagadora maioria (390 votos em 391 votos expressos).
| Candidato            | Votos | %      |
| -------------------- | ----- | ------ |
| Patrice de Mac Mahon | 390   | 99,74% |
| Jules Grevy          | 1     | 0,26%  |

## Duração do mandato
Pela lei de 1873 (conhecida como "lei do mandato de sete anos"), o Presidente Patrice de Mac Mahon teve a duração do seu mandato fixada em sete anos, ou seja, até 1880.